# Тотіо Кендзі
Тотіо Кендзі (яп. 橡尾 健次, нар. 26 травня 1941) — японський футболіст, що грав на позиції захисника.

## Клубна кар'єра
Грав за команду Фурукава Електрік.

## Виступи за збірну
Дебютував 1961 року в офіційних матчах у складі національної збірної Японії. У формі головної команди країни зіграв 2 матчі.

## Статистика
Статистика виступів у національній збірній.
| Збірна Японії | Збірна Японії | Збірна Японії |
| Роки          | Ігри          | голи          |
| ------------- | ------------- | ------------- |
| 1961          | 2             | 0             |
| Усього        | 2             | 0             |